# Misumenops spinulosissimus
Misumenops spinulosissimus là một loài nhện trong họ Thomisidae.
Loài này thuộc chi Misumenops. Misumenops spinulosissimus được Lucien Berland miêu tả năm 1936.